# Districtul Federal Sudic
Districtul (okrugul) federal Sudic (în limba rusă: Южный федеральный округ; "Iujnîi federalnîi okrug") este unul dintre cele 9 districte federale ale Rusiei. Este localizat în partea extrem sud-vestică a țării, între Ucraina și Kazahstan. Părțile sale nordice fac parte din stepa Pontico-Caspiană, în vreme ce părțile sale sudice se află în zona transcauzaniană și a Caucazului nordic. Conform recensământului rusesc din 2002, în okrug locuiau 22.907.171 cetățeni, pe o suprafață 589.200 km² (38,9 loc./km²). Noul recensământ din 2010 a stabilit că au fost 13.854.334 de locuitori, din care 83,75% ruși.  
Cele mai mari orașe sunt Rostov-pe-Don și Volgograd, fiecare cu peste 1.000.000 de locuitori. 
Districtul a fost condus multă vreme de Dmitri Kozak, un apropiat al președintelui Vladimir Putin. După ce Dmitri Kozak a fost promovat ministru al dezvoltării regionale pe 24 septembrie 2007, a fost numit un nou împuternicit prezidențial, Grigori Rapota. 
Cele mai importante fluvii din district sunt: Donul și Volga (cursul inferior). 
Subdiviziunile okrugului și capitalele sau centrele lor administrative sunt prezentate în tabelul de mai jos, cu republicile marcate cu un asterisc (*). 

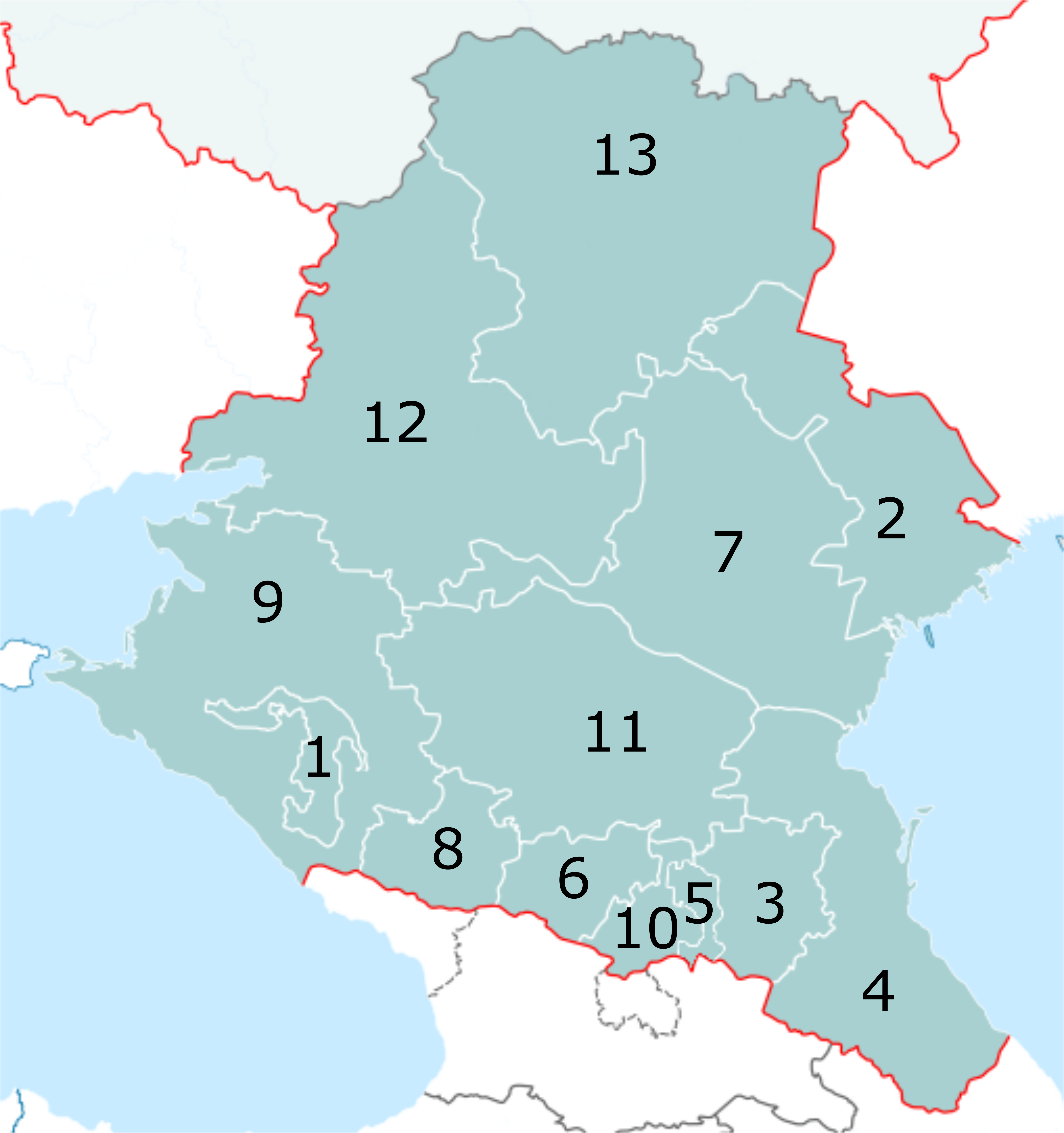
Subdiviziunile okrugului federal Sudic

- Adîgheia*: Maykop
- Astrahan: Astrahan
- Cecenia*: Groznîi
- Daghestan*: Mahacikala
- Ingușetia*: Magas
- Kabardino-Balkaria*: Nalcik
- Kalmîkia*: Elista
- Karaciai-Cerkessia*: Cherkessk
- Krasnodar: Krasnodar
- Osetia de Nord-Alania*: Vladikavkaz
- Stavropol: Stavropol
- Rostov: Rostov pe Don
- Volgograd: Volgograd

### Presidential plenipotentiary envoys
- Victor Kazanțev: (18 mai 2000–9 martie 2004);
- Vladimir Iakovlev: (9 martie–13 septembrie 2004);
- Dmitri Kozak: (13 septembrie 2004-24 septembrie 2007);
- Grigori Rapota: (24 septembrie 2007-prezent).